# Труди
Тру́ди — село в Україні, у Степанській селищній громаді Сарненського району Рівненської області. Відповідно до Розпорядження Кабінету Міністрів України від 12 червня 2020 року № 722-р «Про визначення адміністративних центрів та затвердження територій територіальних громад Рівненської області» увійшло до складу Степанської селищної громади.
Населення становить 178 осіб.

## Історія
Біля Трудів в серпні 1940 року був сформований перший підрозділ «Поліської Січі» Бульби-Боровця.
22 червня 2023 року рішенням Національної комісії зі стандартів державної мови віднесено до списку населених пунктів, які «можуть не відповідати лексичним нормам української мови», зокрема стосуватися «російської імперської чи колоніальної політики». Громаді рекомендовано обґрунтувати доцільність збереження поточної назви або запропонувати нову назву в установленому законодавством порядку.

## Населення
За переписом населення 2001 року в селі мешкало 175 осіб.

### Мова
Розподіл населення за рідною мовою за даними перепису 2001 року:
| Мова       | Відсоток |
| ---------- | -------- |
| українська | 99,44 %  |
| російська  | 0,56 %   |

## Відомі мешканці
- Крот Йосип Тимофійович — підпільник ОУН та вояк УПА.